# Karlo Pavić
Karlo Pavić, magyarosan Pavics Károly (Tovarnik, 1779. június 27. – Diakovár, 1859.) római katolikus plébános, választott püspök.

## Élete
A gimnáziumot és a teológiai papnevelőt Pécsett látogatta, ahol 1803-ban pappá szentelték; előbb segédlelkész volt Tovarnikon, azután plébános lett Lipovácon; onnét Lovasra helyezték, egyszersmind a diakovári szemináriumban bölcseletet és teológiát tanított; később Mitrovitzre ment, majd a broni határőrezred törzshelyére Vinkovceba mint plébános és alesperes, később bihari apát lett, püspöki szentszéki ülnök, Szerém- és Verőce megyék táblabirája.

## Nevezetesebb munkái
- Carmen quo illustr. ac rev. dno Francisco Szanyi... nunc episcopo Rosnaviensi... cum affectu applaudit. Quinque-Ecilesiis, 1801.
- Slavulj svetoga Bonaventura iz diačkoga u ilirički jezik... preveden. Pécs, 1803. (Szent Bonaventura énekei, egyházi szláv nyelvből szerbhorvátra ford.).
- Upocenje u znanost iz latinskoga: Introductio in Mathesim... 1805.
- Politika Zadobre ljude t. j. uprave razumnoga i kripostnoga zwita. Pest, 1821. (Jó embereknek való politika).
- Knjižica štijenja za vojnike. Buda, 1835. (Hadi ember védelemkönyve).
- Ceteristolitna uspomena iz nadjenog krjigotištja po Ivanu Gutembergu God. 1430. i perve knjige utistene. Uo. 1852. (A könyvnyomtatás föltalálásának 400 éves emlékünnepe).

Még több alkalmi beszédet, ima- és kateketikai könyvet adott ki, mind horvátul.